# Jocuri, poturi și focuri de armă
Jocuri, poturi și focuri de armă (Lock, Stock and Two Smoking Barrels) este un film britanic din 1998, un film thriller comedie de crimă, în regia și scenariul lui Guy Ritchie. Povestea filmului este un jaf care implică un tânăr auto-încrezător, aprig jucător de cărți, care pierde 500.000£ unui lider criminal puternic, într-un joc aranjat. În scopul de a-și plăti datoriile, el și prietenii lui decid să jefuiască o bandă de jefuitori care operau în apartamentul de alături. Filmul i-a adus lui Guy Ritchie un succes internațional și i-a introdus în lumea filmului pe Vinnie Jones, un fost fostbalist internațional Galez, și Jason Statham, un fost comerciant de stradă.

## Distribuție
- Jason Flemyng în rolul lui Tom
- Dexter Fletcher în rolul lui Soap
- Nick Moran în rolul lui Eddy
- Jason Statham în rolul lui Bacon
- Steven Mackintosh în rolul lui Winston
- Vinnie Jones în rolul lui Big Chris
- Sting în rolul lui JD
- Nicholas Rowe în rolul lui J
- Nick Marcq as Charles
- Charles Forbes în rolul lui Willie
- Lenny McLean în rolul lui Barry "the Baptist"
- Peter McNicholl as Little Chris
- P. H. Moriarty în rolul lui "Hatchet" Harry Lonsdale
- Frank Harper în rolul lui Diamond Dog
- Steve Sweeney as Plank
- Huggy Leaver în rolul lui Paul
- Ronnie Fox în rolul lui Mickey
- Tony McMahon as John
- Stephen Marcus în rolul lui Nick "the Greek"
- Vas Blackwood în rolul lui Rory Breaker
- Jake Abraham as Dean
- Rob Brydon în rolul lui Traffic Warden
- Alan Ford în rolul lui Alan / Narrator
- Danny John-Jules în rolul lui Barfly Jack
- Victor McGuire în rolul lui Gary
- Suzy Ratner ca Gloria

## Coloana sonoră
The soundtrack to the film was released in 1998 in the United Kingdom by Island Records. Madonna's Maverick Records label released the soundtrack in the United States in 1999 but omitted nine tracks from the UK release.
1. "Hundred Mile High City" by Ocean Colour Scene
2. "It's a Deal, It's a Steal" by Tom, Nick & Ed*
3. "The Boss" by James Brown
4. "Truly, Madly, Deeply" by Skanga*
5. "Hortifuckinculturalist" - Winston
6. "Police and Thieves" by Junior Murvin
7. "18 With a Bullet" by Lewis Taylor & Carleen Anderson*
8. "Spooky" by Dusty Springfield
9. "The Game" by John Murphy & David A. Hughes*
10. "Muppets" by Harry, Barry & Gary
11. "Man Machine" by Robbie Williams*
12. "Walk This Land" by E-Z Rollers
13. "Blaspheming Barry" by Barry
14. "I Wanna Be Your Dog" by Iggy Pop
15. "It's Kosher" by Tom & Nick
16. "Liar, Liar" by The Castaways*
17. "I've Been Shot" by Plank & Dog
18. "Why Did You Do It" by Stretch
19. "Guns 4 show, knives for a pro" by Ed & Soap
20. "Oh Girl" by Evil Superstars
21. "If the Milk Turns Sour" by John Murphy & David A. Hughes (with Rory)*
22. "Zorbas" by John Murphy & David A. Hughes
23. "I'll Kill Ya" by John Murphy & David A. Hughes (with Rory)*
24. "The Payback" by James Brown
25. "Fools Gold/What the World Is Waiting For" by The Stone Roses*
26. "It's Been Emotional" by Big Chris
27. "18 With a Bullet" by Pete Wingfield

* Track omitted from 1999 U.S. release.
Istoricul lansărilor
| Regiune       | Data              |
| ------------- | ----------------- |
| Regatul Unit  | 1998              |
| Statele Unite | 23 februarie 1999 |